# Andreas Gottlieb Hoffmann
Andreas Gottlieb Hoffmann, né le 13 avril 1796 à Welbsleben et mort le 16 mars 1864 à Iéna, est un théologien protestant et orientaliste prussien.

## Biographie
Andreas Gottlieb Hoffmann naît le 13 avril 1796 à Welbsleben.
Il étudie au gymnasium de Magdebourg et à l'université de Halle (doctorat, 1820), où il devient privat-docent en 1822. Il y donne des cours sur les langues orientales, en particulier sur l'arabe, et est appelé à Konigsberg et à Iéna. Il choisit cette dernière et y reste actif jusqu'à sa mort, devenant doyen de la faculté de théologie et du sénat académique. Ses cours sur les antiquités juives sont les plus populaires, mais il enseigne également l'histoire de l'Église, l'isagogie de l'Ancien et du Nouveau Testament, l'exégèse de l'Ancien Testament, ainsi que les langues sémitiques et hindoues, même si sa principale force réside dans l'hébreu et le syriaque.
Andreas Gottlieb Hoffmann meurt le 16 mars 1864 à Iéna.